# Antequera Club de Futbol
L'Antequera Club de Fútbol és un club de futbol amb seu a Antequera, a la comunitat autònoma d'Andalusia. Fundat l'any 1992, actualment juga a Primera Federació, i celebra els partits a casa a l'Estadio El Maulí, amb una capacitat de 6.000 localitats.

## Història
L'Antequera Club de Fútbol es va fundar l'any 1992, a partir d'una fusió entre el CD Puerto Malagueño i el CD Antequerano. La temporada 2012-13 el club va guanyar la Primera Andalusa i va començar la temporada següent al Grup 9 de Tercera Divisió.
El 15 de setembre de 2015 Antequera va nomenar José Jesús Aybar nou entrenador del club.

## Temporada a temporada
| Temporada | Nivell | Divisió    | Lloc | Copa del Rei |
| --------- | ------ | ---------- | ---- | ------------ |
| 1992–93   | 5      | Reg. Pref. | 2n   |              |
| 1993–94   | 4      | 3a         | 17è  |              |
| 1994–95   | 4      | 3a         | 6è   |              |
| 1995–96   | 4      | 3a         | 7è   |              |
| 1996–97   | 4      | 3a         | 16è  |              |
| 1997–98   | 4      | 3a         | 16è  |              |
| 1998–99   | 4      | 3a         | 11è  |              |
| 1999–2000 | 4      | 3a         | 14è  |              |
| 2000–01   | 4      | 3a         | 15è  |              |
| 2001–02   | 4      | 3a         | 7è   |              |
| 2002–03   | 4      | 3a         | 13è  |              |
| 2003–04   | 4      | 3a         | 21st |              |
| 2004–05   | 5      | 1a And.    | 3r   |              |
| 2005–06   | 5      | 1a And.    | 2n   |              |
| 2006–07   | 4      | 3a         | 8è   |              |
| 2007–08   | 4      | 3a         | 2n   |              |
| 2008–09   | 3      | 2a B       | 16è  |              |
| 2009–10   | 4      | 3a         | 10è  |              |
| 2010–11   | 4      | 3a         | 7è   |              |
| 2011–12   | 4      | 3a         | 19th |              |

| Temporada | Nivell | Divisió | Lloc    | Copa del Rei |
| --------- | ------ | ------- | ------- | ------------ |
| 2012–13   | 5      | 1a And. | 1r      |              |
| 2013–14   | 4      | 3a      | 13è     |              |
| 2014–15   | 4      | 3a      | 15è     |              |
| 2015–16   | 4      | 3a      | 6è      |              |
| 2016–17   | 4      | 3a      | 2n      |              |
| 2017–18   | 4      | 3a      | 4t      | Second round |
| 2018–19   | 4      | 3a      | 3r      |              |
| 2019–20   | 4      | 3a      | 7è      |              |
| 2020–21   | 4      | 3a      | 2n / 4t |              |
| 2021–22   | 4      | 2a RFEF | 12è     |              |
| 2022–23   | 4      | 2a Fed. | 1r      |              |
| 2023–24   | 3      | 1a Fed. |         | Second round |

- 1 temporada a Primera Federació
- 1 temporada a Segona Divisió B
- 2 temporades a Segona Federació
- 23 temporades a Tercera Divisió